# 皇帝万岁，将死之人向你致敬

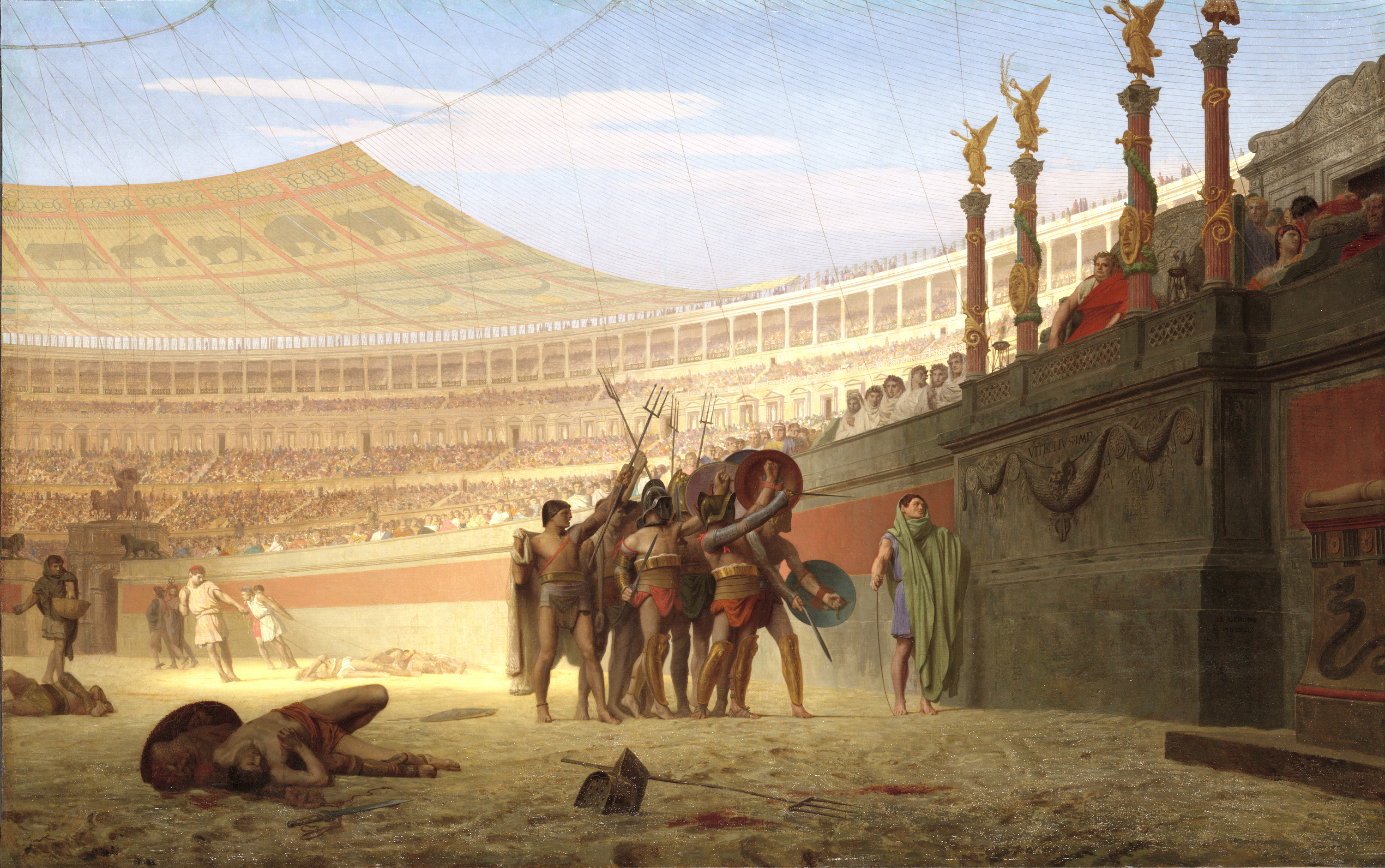
《凯撒万岁！将赴死的战士向您致敬》，法国画家让-莱昂·热罗姆作于1859年，描绘角斗士向皇帝维特利乌斯致敬的场景，然这一场景并非事实

皇帝万岁，将死之人向你致敬（拉丁語：Avē Imperātor, moritūrī tē salūtant）是一个拉丁语格言，在苏埃托尼乌斯《罗马十二帝王传》中有引用。:21.6据载这一格言出自公元52年孚喀努斯湖（拉丁語：Fucinus Lacus）中参与海战表演（naumachia）之人，这些人都是囚犯刑徒，被迫在模仿水战为戏的战斗中相互搏杀至死，而他们当罗马皇帝克劳狄一世面前说出此言。根據苏埃托尼乌斯的記述，克劳狄這時向他們回复道「也不一定」（Aut nōn）。
成语中有多处写法歧异，如第一个词一作，前者语法正确；还有使用其他词语如及等，后一歧异使得动词的人称发生变化，意义转为「我们将死之人向你致敬」；15世纪文献中，克劳狄的回复一作「祝你们好运」（Avete vos）。
此成语日后风行于世，但其于罗马历史中并不见别处有任何记录，历史学家对其究竟是否有用作敬礼存有怀疑。此成语更可能是被判死刑的囚犯刑徒在绝望中所发出的吁求，属于例外，之所以被罗马的历史学家记录，部分可能在于克劳狄对幸存者作了大规模的缓刑，此事并不多见。

## 史料文献
有关的史料来自三名罗马的历史学家，皆生于公元52年事发之后。其中苏埃托尼乌斯（约69年至75年间－130年后，有关作品大略作于公元121年）和卡西乌斯·狄奥（155至164年前后－229年后，有关作品大略作于200－222年）记载了有关事件，且引用了此成语；塔西佗（约56－117年，有关作品大略作于98－117年前后）提及此事，但没有引用成语。
本成语现世最早的记录来自苏埃托尼乌斯的著作。下文拉丁文本带有扬音符，以便识读：
...quín [Claudius] et émissúrus Fúcinum lacum naumachiam ante commísit. Sed cum próclámantibus naumachiáriís: “Have imperátor, moritúrí té salútant!” respondisset: “Aut nón,” neque post hanc vócem quasi veniá datá quisquam dímicáre vellet, diú cúnctátus an omnés igní ferróque absúmeret, tandem é séde suá prósiluit ac per ambitum lacús nón sine foedá vacillátióne discurréns partim minandó partim adhortandó ad pugnam compulit. Hóc spectáculó classis Sicula et Rhodia concurrérunt, duodénárum trirémium singulae...
而正在要放出孚喀努斯湖中水之前，他（克劳狄）还组织起了一场海战表演。然而参战的人大喊道：「万岁，皇帝，他们那将要死去的人向您致敬」，这时他回道：「也不一定」，之后那些人就全都拒绝相斗，坚持认为他们已经获得了赦免。当此时皇帝犹豫片刻，考虑将他们用火焰和刀剑消灭干净，然而最后他从御座上跃起，沿着湖边跑起来，步态踉踉跄跄、滑稽可笑，他就这样劝诱参战的人投入战斗，半是威胁半是许诺。这场大戏有一支西西里舰队和一支罗得岛舰队参与，各带十二艘三层桨船……
同一事件也载于卡西乌斯·狄奥的著作中，此人是罗马执政官而兼历史学家，用希腊文写作。在其《罗马史》卷60中卡西乌斯写道：
克劳狄构思起在某个湖中呈现海上战斗的欲念，于是，在湖周围造起木墙、立起看台之后，他召来了巨量的民众。克劳狄和尼禄盛装军服，阿格里皮娜身穿美丽的克莱密斯，用金线织成，其他的观者各自恣意打扮。将要参加海战的人是判有罪的犯人，每边五十艘船，一侧按「罗得岛」的风格，另一侧则「西西里」。开始他们集合到一起，用这样的方式共同向克劳狄诉说：「万岁，皇帝！我们将要死去的人向您致敬」（χαῖρε, αὐτοκράτορ· οἱ ἀπολούμενοί σε ἀσπαζόμεθα）而这种做法怎样都无益于救他们的命，他们得到战斗的命令，和先前一样，这时他们就只在对手的防线上逡巡，尽可能不伤害对方。这样一直持续到参战的人被迫要互相消灭对方为止。

### 文本歧异与解读
成语中核心动词「致敬」的人称在上述两篇文献中有不同。苏埃托尼乌斯的引用中其为第三人称复数（salūtant，「他们/那些人致敬」），卡西乌斯的引用中其为第一人称复数（ἀσπαζόμεθα，「我们致敬」）。此外部分则拉丁文和希腊文的表达同义。
一些文献中，克劳狄的回复作（祝你们幸运），似乎有祝福之意。《罗马十二帝王传》于1470年出版于罗马和1471年出版于威尼斯的几个版本存世最早，其中均作，这一写法到十九世纪仍有采纳，如鲍姆加登-克鲁西乌斯（Baumgarten-Crusius）1816年版中所见。卡尔·路德维希·罗特（Karl Ludwig Roth）在其1857年的版本中则选用质量更佳的抄本，其中以九世纪的墨米乌斯抄本为主，这一抄本是苏埃托尼乌斯作品中现存最古的版本。于是罗特将记载中克劳狄的回复改为。约翰·C·罗尔夫（John C. Rolfe）将两种回复都作记录，将其描述为「克劳狄许多无力的笑话中间的一个，参战者们自己假作将它理解出了在战斗中不用冒生命危险的意思」。唐纳德·凯尔（Donald Kyle）则描述道这句回复很可能是尝试着讲俏皮话。约瑟夫·派克（Joseph Pike）在对罗特版的文本所作注释中表示：

这一材料来自十五世纪的手稿和出版版本。这一情况中皇帝只是在回礼而已。然而字面上（他回复）的意思是「祝你们好」「祝你们安全」或者「祝你们无恙」，角斗士们就理解成了放他们走。

巴西尔·肯内特（Basil Kennett）在1820年的著作中则将这一回复描述成残忍的打趣：「他们乐意将它（回复）解读成善意的行为、是准他们活命，这时他（皇帝）马上叫这些人明白它（回复）是出自相反的行为理念，既归于野蛮的残暴，而又麻木不仁。」

### 文化背景

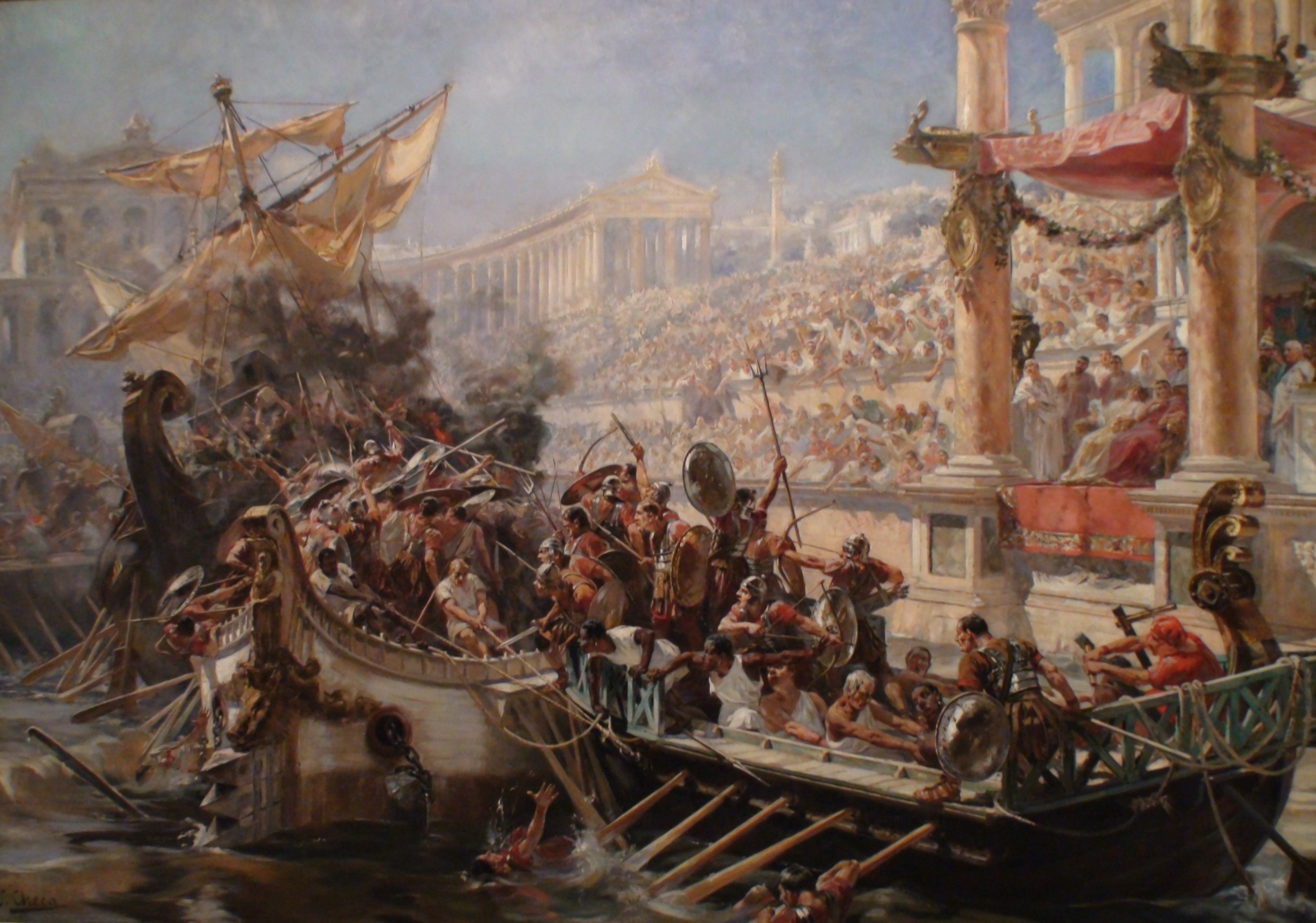
《海战表演》（La Naumaquia）细部：此画为乌尔皮阿诺·切卡（Ulpiano Checa）所作富有想象力的复原，初次展出于1894年，地点巴黎

克劳狄是罗马帝国儒略-克劳狄王朝的第四任皇帝，自卡利古拉于公元41年被禁衛軍暗殺后开始统治帝国直至其本人于54年去世。按苏埃托尼乌斯，克劳狄其人盛爱此类搏斗之戏。据说其在角斗比赛之后曾与百姓人群一同站起，对战士不加节制地给予褒扬；:12又曾受到批评，因其在行刑期间也不离开竞技场，不合贵族的习惯。
克劳狄也主持过许多新创的赛会。甫一掌权，克劳狄即安排在其父尼禄·克劳狄·德鲁苏斯的生日举办角斗以为父增光。:11为纪念其本人即位，每年还有年度角斗，在裁判官大营举办，正是克劳狄开始被拥立为帝之处。:21
克劳狄还举办百年大祭典（Ludi saeculares）以纪念罗马建城八百周年，百年大祭典为宗教节庆，由克勞狄的叔祖父帝國第一任皇帝奥古斯都恢复。按老普林尼，克劳狄还至少一次亲身参与狩猎表演，当时他与禁卫军步兵队开拔往奥斯提亚港与网罗其中的虎鲸相搏。
这类公共娱乐活动种类多样，从两名角斗士之间的厮杀一直到大规模的、可能有上千人丧命的赛会。所谓「海战表演」（罗马人又称其为「海船搏斗」）属于后者，是大型而血腥的战斗大会，景象壮观，用许多船只组织上演，在大湖或者灌水的竞技场中举办。其中战争俘虏和死刑犯人肩负任务，为娱乐大众而表演海战、拼杀至死。这些被选中参战的人有「海战表演士」（naumachiarii，复数）的称呼。
不同于角斗表演，海战表演不常举办——一般只有在庆祝重要的大事时，才会组织这类活动。羅馬共和國執政官儒略·凯撒曾在小尾地（Codeta Minor）举办六千人参战的海战表演，其地是台伯河畔一片沼地，在战神广场附近，有草形如马尾，凯撒如此是为庆祝其第四次获授凯旋式的胜利。:39卡西乌斯·狄奥则记载第十任皇帝提图斯举办的两次海战表演，均在弗拉维大圆形剧场的开幕庆典期间举办，其中有一场役使三千人表演雅典同叙拉古之间的战争；:66.25之後繼位的图密善也举办过一场海战表演，按狄奥记载「几乎所有参战的人都死了，观众也死了许多」。:67.8
克劳狄举办海战表演，是为庆祝在孚喀努斯湖修筑的排水工事和农地开垦工程得以落成。孚喀努斯湖是意大利最大的内陆湖，由火山口形成，长19千米，位于中亚平宁山脉群峰之间，距罗马城80千米。工程耗时十一载才得以完成，用工三万，:20工程中削平一座山丘、建筑一条4.8千米的地下水道以将湖泊联通至利里河。据美国百科全书，这一地下水道号称「罗马最伟大的隧道」，也是类似隧道中最长的一条，直到1876年弗雷尤斯铁路隧道建成通车才将其超越，不过克劳狄的建设工程一开始未竟全功。又按塔西佗《编年史》记载：

因为这项工程令人铭记的伟大之处要让更多的宾客观瞻，一场海上战斗就在湖里组织起来，循之前奥古斯都所办壮观大会的例子——尽管动用的是轻型舰船，人力也更少……

在2008年所出版的一部塔西佗《编年史》中，有脚注提到「刑徒的数量如此之多（按塔西佗和其他文献有19000人），很有可能表示扫空了各行省乃至罗马和意大利的囚犯，然而即使从这种假设出发，这样的数量，如弗里德兰德所论（ii，324）也暗示了有许多不公正的判罪」。

### 塔西佗对此事的描述
按塔西佗（事发约五十年后）的记录：

克劳狄准备了三层桨船、四层桨船和一万九千名斗士：他将召来的人以浮筏圈住，这样除了指定的点外，不留逃生之处，然而中间又留有足够的空间供斗士表现驾船的膂力、舵手的技艺、舰船的冲击、还有战斗中的惯常之事。浮筏上驻扎有禁卫军的连队和骑兵队伍，厕身胸墙之后，从墙上可以操纵弩炮和投石机：湖剩余的部分则有海军镇守，乘在甲板船上。湖岸、丘峦、峰顶组成了一种剧场，立刻挤满了不可思议之多的民众，他们从临近的城镇受到吸引而来，还有些人从国都而来，或是出于好奇，或是出于对帝王的尊崇。皇帝他身着华美的军装大氅，阿格里皮娜穿黄金编织的克拉密斯，坐在不远处。这场战斗虽然是在罪人之间发生，却以勇者的精神相搏；而在流了许多鲜血之后，他们才得以免于屠戮。

## 罗马时期的引用
1939年，得克萨斯大学的H·J·莱昂（H. J. Leon）在《美国文献学学会会刊》中考察了这一敬礼。他发现其得到描绘和渲染的范围广布「与罗马古时有关的众多作品之中，因此已成为罗马一条最知名而最常援引的传统」。不论通俗还是学界的文章，都将此句看作角斗士向皇帝通常所作的致敬辞。然则「没有其他古代来源提及角斗士的致敬，而此处例子中本句全不是角斗士所作，而是海战表演士所作」。文中提到的认知流传甚广，甚至在学界亦然，其中一处令人印象深刻的例子在历史学家热罗姆·卡尔科皮诺（Jérôme Carcopino）1940年所作书籍《古罗马的日常生活：帝国全盛时的人民与罗马城》（La vie Quotidienne à Rome à l’Apogée de l’Empire）。作者是法兰西学术院院士兼勒阿弗尔大学与巴黎大学教授，同时是罗马法兰西学校校长，书中引用了这一成语，并以生动而诗意的笔触描写了角斗士列队经过皇帝进入罗马斗兽场时「忧郁的致敬」。
在查阅过与公元52年这场海战表演相关的文献资料后，莱昂发现，参战者不是角斗士，而是服刑的死囚，他们的命运即为屠杀（occidioni），无可变易。湖泊用浮筏围绕，以防大规模出逃，还包围有「禁卫军的精锐士卒，步兵骑兵俱备，用防卫墙保护，武装有弩炮和投石车，远处载有海军的舰船预备行动，如此巩固之」。他总结道这并非寻常的敬礼，而基本可谓就是一次偶发事件，在特定的场合下，被判死刑的绝望刑徒大规模地恳请施予同情或者开恩，而：

综合三处记载，有充足的理由假设认为，这些刑徒被判刑将死，他们用向克劳狄乞援，这并非通常正式的敬礼，而是一种呼吁，只在那一次仪典场合下才得以使用，是希望得到皇帝的同情。当皇帝回道，他们将皇帝的话理解成意为「（也不一定死）」而暗示着赦免——苏埃托尼乌斯所言「（如同施恩）」——而拒绝战斗，最终却或屈从于皇帝的坚求或屈从于武力，乃勇敢地相搏，直到幸存者得到容许不再进一步残杀为止。
我的结论是，综上，论及引用甚多的角斗士的敬礼，毫无证据可言。仅有的两处古代来源出自苏埃托尼乌斯与狄奥，提及的并非角斗士而是海战表演士，为一群被判死刑的人，即使是这些来源，所指向的也是一特定的事件，其事的情形表明，所谓的敬礼连海战表演士通常的敬礼也不是。

阿兰·贝克（Alan Baker）大略同意以上观点，表示「没有证据表明这是角斗士中通用的举动。就我们所了解的而言，这一成语唯一一次使用是在克劳狄举办的一次赛会上」。保罗·普拉斯（Paul Plass）提到「若此成语并非常用的套话，则难明其为何或如何能用于这一仪典场合上。另则若此句为克劳狄也许意欲听到的话，其扮演皇帝妙辞的供给管道将更为自然了，皇帝的妙辞却描绘出他无人能敌的愚拙」。普拉斯又评述此句拉丁文本的深远影响和希腊文本的第一人称，提到战士的表现和回应「似为花招，符合竞技场内能影响宽大之行的规则」。
唐纳德·凯尔（Donald Kyle）同意没有其他文献记录任何其他语境下「所谓角斗士的敬礼」之说，又「这里它也不是真角斗士发出来的」。他们被当作生货看待，并非角斗精英，不过俘虏和注定要死的犯人而已，这些人一般是要战斗到全部被杀为止。当敬礼或者说呼吁失败，他们被坚决逼迫着互相杀害时，

表现得积极一些、发明冒充角斗士的敬礼，然后好好搏斗，就算这些人的地位是犯人，还不专业，就算他们本来都将要灭亡，不论这些，他们还是剑走偏锋，将自己变成了一天真正的角斗士。所以有些人活了下来。

他总结道「文献提到这次事件，一部分的原因可能在于这在竞技场里是不常见的事——一次大规模的、安德罗克勒斯式的缓刑」。

## 现代时期的引用
上文传述的故事在20世纪广为人知，可以肯定在萧伯纳1912年的戏剧《安德罗克勒斯和狮子》中有所引用，事在剧中基督徒即将面对狮子时，成语作「您好啊，凯撒！那些将要死去的人向您致敬」（Hail, Caesar! those about to die salute thee），而皇帝回复道「祝待会好，朋友们」（Good morrow, friends）。在今人对罗马习俗的看法中本句已经根深蒂固，同样也带入了当代文化，其用例包括：空军飞行员如约翰·利鲁（John Lerew），其传记标题也是《我们将死之人》（We Who Are About to Die）；两部二战时期的战争片，其标题均为；约瑟夫·康拉德1902年所作经典小说《黑暗之心》；詹姆斯·乔伊斯所作小说《尤利西斯》；另有1980年代的流行音乐；视频游戏的配乐；经过同行评审的医学研究论文标题；加拿大某任议员的处女演说；2008年世界金融危机期间的市场评论；还有与古罗马时代相关的现当代艺术、虚构作品、非虚构作品、诗歌等等，不一而足。
《那些将死之人向你致敬——》是斗兽场乐队（Colosseum）的出道专辑，由厂牌在1969年发行，其为融合爵士的先驱之一；《对那些将要摇滚的人（我们向你们致敬）》（封面记作《对那些将要摇滚的人》）是澳大利亚硬摇滚乐队的第八张录音室专辑。洛夫克拉夫特在1919年底所作短篇小说《老臭虫》中也出现过这句话。

## 参看
- 古罗马军事
- 古罗马奴隶制
- 剑与凉鞋（英语：Sword and Sandal）

### 文内引注
1. ↑  一作，长音符号可不标记，按古典拉丁语，其发音为[ˈaweː ɪmpeˈraːtor (ˈkae̯sar) moriˈtuːriː teː saˈluːtant]。
2. 1 2 3  不带长音符号的拉丁文本与英文翻译（中文翻译的主要依据）按其声明复刻自哈佛大学古典图书馆藏1914年出版拉丁文本。长音符号加于拉丁文本上，其依据是《拉丁法语插图词典》2016年版、《沃尔登布克拉丁荷兰语词典》2018年第7修订版中内容，文本的语法和意义之参考大致同上，惟的发音不然，此处是参考昆体良。
3. ↑  是第三人称复数，则第一人称复数。
4. ↑  尼禄为克劳狄养子，阿格里皮娜则为在位罗马皇后。「克莱密斯」为一种古希腊式样的斗篷，一般为男子服饰。
5. ↑  英文翻译（中文翻译的主要依据）按其声明复刻自哈佛大学古典图书馆藏1925年出版文本。
6. ↑  墨米乌斯抄本在十三世纪首次得到记录，其后埋没不见直到十六世纪；此抄本起初基本无人注意，1706年巴黎皇家图书馆求得此本，才得到改观。第二古老的抄本是顾狄乌斯抄本 268号，此本罗特并不知晓。
7. ↑  关于这一点，凯尔在2001年的作品中也引用过苏埃托尼乌斯[1]:34.2和狄奥[12]:60.13.4的有关文献。
8. ↑  传说安德罗克勒斯为古罗马时代奴隶，曾帮助狮子，后在斗兽场中狮子拒绝与之相斗。
9. ↑  文中查尔斯·马洛有言：「！织黑羊毛的老匠人。。她见过的人，再看得到她的不多——不到一半，少得厉害」。
10. ↑  《星际争霸：母巢之战》中名为《母巢之战咏叹调》的配乐，其歌词有文中成语，另《星际争霸II》中也有引用。
11. ↑  例如让-莱昂·热罗姆1859年的作品，其名为《凯撒万岁！将赴死的战士向您致敬》